# La Pisana (miniserie televisiva)
La Pisana è una miniserie televisiva del 1960, diretta da Giacomo Vaccari e tratta dal romanzo Le confessioni di un italiano (1867) di Ippolito Nievo. Fu prodotta dalla Rai e rivelò al grande pubblico l'attrice Lydia Alfonsi.

## Descrizione
Lo sceneggiato, voluto dal direttore dei programmi televisivi Rai Sergio Pugliese, fu realizzato con grande dispendio di mezzi e risorse per celebrare il centenario dell'Unità d'Italia e quello della morte di Ippolito Nievo. La prima puntata dello sceneggiato fu preceduta da un documentario di Nelo Risi dal titolo Vita breve ed eroica di Ippolito Nievo. Lo sceneggiato andò in onda in prima visione dal 23 ottobre al 27 novembre 1960 su Rai TV.
Fece scalpore, all'epoca della registrazione dello sceneggiato, una scena audace in cui la Pisana (Lydia Alfonsi), in camicia da notte, invitava Carlino (Giulio Bosetti) nella sua camera da letto.
Durante la lavorazione nacque un legame sentimentale tra la stessa Alfonsi e il regista Giacomo Vaccari.
Così Ippolito Nievo introduce la Pisana nel suo libro Le confessioni di un italiano:

## Il cast
Numerosi attori di fama recitarono nello sceneggiato: Giulio Bosetti, Laura Adani, Umberto Orsini, Ludovica Modugno, Pina Cei, Marina Berti, Mario Scaccia, Edoardo Toniolo, Tonino Pierfederici, Sandro Merli, Ennio Balbo, Carlo Maestri, Ivano Staccioli, Silvio Spaccesi, Silvano Tranquilli, Maria Teresa Albani, Lola Braccini, Elena Cotta, Teresa Franchini.
La voce di Napoleone Bonaparte è di Enrico Maria Salerno.